# Pink ribbon

Pink ribbon

Pink ribbon oftewel het roze lint is een symbool dat internationaal wordt gebruikt om betrokkenheid bij borstkanker uit te drukken.

## Geschiedenis
In de Verenigde Staten is het niet ongebruikelijk een lint met een onderscheidende kleur te kiezen als symbool voor een actie. In 1991 kreeg elke deelneemster aan de New York City Race een roze lint opgespeld om te attenderen op borstkanker. In 1992 had Charlotte Hayley veel succes met een lintcampagne tegen borstkanker. Ze verkocht haar perzikkleurige linten door het hele land met een kaart waarop stond: "Het jaarlijkse budget van het National Cancer Institute is 1,8 miljard dollar en maar 5% van dit geld gaat naar borstkankerpreventie. Help ons om de wetgevers en Amerika wakker te schudden en draag dit lint!". Rond die tijd werkte de hoofdredacteur van het dames-gezondheidsblad Self, Alexandra Penney, samen met een gastredacteur, Evelyn Lauder, onderdirecteur van de cosmeticahandel Estée Lauder, aan een nummer over borstkanker. Penney en Lauder stelden Hayley voor om linten te gaan verspreiden via cosmeticawinkels. Hayley vond de plannen echter te commercieel, waarop Penney en Lauder met een roze lint kwamen. In oktober 1993 richtte Lauder 'The Breast Cancer Research Foundation' op. Deze beweging organiseert sindsdien bewustwordingscampagnes en werft fondsen ten behoeve van voorlichting en het bevorderen van onderzoek naar borstkanker.

## In Nederland
Stichting Pink Ribbon is een fondsenwervende charitatieve organisatie zonder winstoogmerk, die aandacht vraagt voor borstkanker en de borstkankerpatiënt van vandaag. Om dit te bereiken financiert Stichting Pink Ribbon met haar verworven fondsen specifieke projecten en onderzoeken op het gebied van behandeling, nazorg en lange termijn effecten van borstkanker. Een deel van deze fondsen is afkomstig van bedrijven waarmee de Stichting samenwerkt en die haar steunt met verkoopacties. Stichting Pink Ribbon heeft het roze lintje en de naam Pink Ribbon in de Benelux als merk geregistreerd. Met de bedrijven waarmee Pink Ribbon samenwerkt, worden afspraken gemaakt over onder andere het gebruik van de merken en de hoogte van de donatie.
Stichting Pink Ribbon is opgericht in 2003 door Borstkanker Vereniging Nederland in samenwerking met Estée Lauder en The American Women’s Club in Den Haag als fondsenwervend orgaan van de Borstkanker Vereniging Nederland. In 2007 heeft Stichting Pink Ribbon zich verzelfstandigd. Sinds 2009 heeft Stichting Pink Ribbon het CBF keurmerk voor goede doelen. Sinds 2016 is Pink Ribbon ingelijfd bij KWF Kankerbestrijding.

## In België
Vzw Pink Ribbon werd in 2014 operationeel in België. Sindsdien draagt de vzw de volledige verantwoordelijkheid voor de operaties van Pink Ribbon in België. Pink Ribbon is actief op drie fronten: preventie, opsporing en steun aan patiënten. Ze vragen aandacht voor borstkanker en de patiënten hiervan. Door het verwerven van fondsen financiert Pink Ribbon projecten en onderzoeken op de drie bovenstaande fronten.
De fondsenwerving gebeurt enerzijds via donaties van en partnerships met bedrijven, anderzijds via private donaties door of de verkoop van Pink Ribbon-producten aan het grote publiek. Om een zo groot mogelijke transparantie en professionalisme te bewaren worden de fondsen die zijn voorbehouden voor het Pink Ribbon Fonds beheerd in de schoot van de Koning Boudewijnstichting. Deze staat hierbij garant voor het correct beheer van de fondsen en de juiste begeleiding bij de keuze van projecten aan dewelke de verzamelde fondsen worden toegekend.

## Borstkankerbewustzijnmaand
Breast Cancer Awareness Month is een jaarlijks terugkerende internationale campagne om fondsen te creëren voor preventie, opsporing, behandeling en verzorging. De hele maand oktober staat in het teken van borstkanker en tal van activiteiten worden dan georganiseerd. In Nederland wordt de naam Oktober Borstkankermaand gebezigd. De Borstkankerbewustzijnmaand werd in 1985 opgezet door een Farmaceutische international, die medicijnen tegen borstkanker produceert. Het aantal bedrijven dat zich uit marketingoverwegingen verbonden voelt met de uitgangspunten van Pink Ribbon is de afgelopen jaren aanzienlijk gegroeid. Veel commerciële en ook non-profitorganisaties steunen of initiëren activiteiten gedurende de Borstkankerbewustzijnsmaand.

## Magazine
In diverse landen worden er ‘’Pink Ribbon-magazines’’ uitgegeven. In Nederland was dit een uitgave van uitgever Sanoma.

## Samenwerking met KWF
In 2008 wilde KWF Kankerbestrijding ook het roze lintje inzetten als symbool voor haar strijd tegen kanker, en werkte daarvoor samen met Pink Ribbon. In 2011 staakte KWF Kankerbestrijding de gezamenlijke fondsenwerving, omdat het meer op kon halen met een actie als sta op tegen kanker'.
Op 27 oktober 2016 werd Pink Ribbon ingelijfd bij KWF. Pink Ribbon blijft als zelfstandig merk binnen de KWF organisatie fondsen werven. De beoordeling van aanvragen voor financiering van borstkankeronderzoek vindt plaats binnen de beoordelingsstructuur van KWF.

## Andere betekenissen
Het roze lint staat niet alleen symbool voor de strijd tegen borstkanker. Het staat ook symbool voor 'March of Dimes' en zijn inspanningen om premature geboorte tegen te gaan, het redden van baby's en het tegengaan van aangeboren handicaps.

## Kritiek
Vanaf het begin in 1992 zijn er mensen geweest die kritiek hadden op de commerciële opzet, bijvoorbeeld vanwege de invloed van een grote cosmeticafirma. In 2006 verscheen het boek Pink ribbons, Inc., geschreven door Samantha King, waarin de Pink ribbon-beweging kritisch wordt geanalyseerd. In 2011 produceerde Léa Pool een documentaire, eveneens Pink ribbons, Inc. getiteld, die de beweging ook kritisch beziet.
Ook Stichting Pink Ribbon heeft haar naam in het verleden verbonden aan roze producten. Zo worden er roze telefoons en roze stofzuigers verkocht. Volgens een woordvoerster van Pink Ribbon kan zo de bewustwording worden vergroot. Volgens de woordvoerster draagt het gebruik van de roze stofzuiger daarnaast bij aan de benodigde beweging voor vrouwen, die de kans op borstkanker verkleint.
In november van dat jaar werd Pink Ribbon Nederland in de media bekritiseerd, omdat van de 16 miljoen euro die de laatste jaren was opgehaald met verkoop van de linten, tijdschriften en gala-avonden, maar 288.000 euro was uitgegeven aan wetenschappelijk onderzoek; 7 miljoen stond op een bestemming te wachten, 1 miljoen was gereserveerd voor de organisatie zelf. De organisatie zelf ontkent dat en zegt dat 15% daarnaartoe gaat; volgend jaar wordt dat 33% omdat men de bewustwording nu compleet acht.
In de jaren daarna daalde het deel van de baten dat naar onderzoek gaat nog verder, van 2012 tot 2014 met 93%. Vanaf het laatste jaar wordt door Pink Ribbon meer aan eigen salarissen uitgegeven dan aan onderzoek.